# Бурцево (Оленинский район)
Бурцево — деревня в Оленинском муниципальном округе Тверской области, до  2019 года входила в состав Молодотудского сельского поселения.

## География
Расположена на берегу речки Дубенка (приток Тудовки) в 17 км на северо-восток от посёлка Оленино.

## История
В конце XIX — начале XX века деревня являлась центром Бурцевской волости Ржевского уезда Тверской губернии. 
С 1929 года деревня входила в состав Плехановского сельсовета Молодотудского района Ржевского округа Московской области, с 1935 года — в составе Калининской области, с 1958 года — в составе Ржевского района, с 1994 года — в составе Отрадновского сельского округа, с 2005 года — в составе Молодотудского сельского поселения, с 2019 года — в составе Оленинского муниципального округа.

## Население
| 1859 | 1883 | 2002 | 2010 |
| ---- | ---- | ---- | ---- |
| 119  | ↗145 | ↘23  | ↘13  |

## Известные люди
В деревне родился участник Великой Отечественной войны Герой Советского Союза Павел Степанович Мамкин (1922-43).